# Antoine Armand
Pour les articles homonymes, voir Armand.
Antoine Armand, né le 10 septembre 1991 à Paris, est un haut fonctionnaire et homme politique français.
Membre de Renaissance, il est élu député de la 2e circonscription de la Haute-Savoie lors des élections législatives de 2022. Réélu aux élections législatives anticipées de 2024, il devient président de la commission des Affaires économiques de l'Assemblée nationale.
Le 21 septembre 2024, il est nommé ministre de l'Économie, des Finances et de l'Industrie dans le gouvernement de Michel Barnier et, à la suite de la motion de censure de ce dernier et du nouveau gouvernement conduit par François Bayrou, il est remplacé à ce poste par Eric Lombard.

## Famille et formation
Arrière-petit-fils de Louis Armand, Antoine Armand est passé par le collège Camille-Sée (15e arrondissement de Paris). Il étudie ensuite au lycée Louis-le-Grand, où il rencontre David Amiel. Il intègre la classe préparatoire B/L du lycée Henri-IV, l'École normale supérieure (promotion 2011), puis l'École nationale d'administration (promotion Georges-Clemenceau, 2017-2018). 
En master d’histoire des relations internationales à la Sorbonne, il soutient un mémoire sur la responsabilité allemande dans le génocide arménien.

## Parcours politique

### Débuts
Le 27 septembre 2021, Antoine Armand devient le référent départemental de LREM (devenue Renaissance) en Haute-Savoie. En 2021, il est battu au premier tour des élections départementales du canton de La Roche-sur-Foron. En mars 2022, il lance le comité de soutien à la candidature du président sortant Emmanuel Macron à Annecy et participe à la conception du projet du candidat sur les dossiers économiques et écologiques.
En septembre 2022, il est désigné délégué chargé des dons[Quoi ?] au sein du bureau exécutif du parti Renaissance (ex-LREM),.

### Député de laXVIelégislature
En juin 2022, il se présente sur la 2e circonscription de la Haute-Savoie sous l'étiquette de la coalition Ensemble. Au second tour, il est élu député face à Loris Fontana (PCF/NUPES) avec 59,88 % des suffrages exprimés,.
À sa création en octobre 2022, dans le contexte de la guerre russo-ukrainienne qui menace l’approvisionnement en gaz de l'Europe et de la France et pousse les coûts de l'énergie à la hausse, il est nommé rapporteur d'une commission d'enquête parlementaire sur les raisons de la perte d'indépendance et de souveraineté énergétique de la France.  
Le 30 mars 2023 son rapport « Souveraineté énergétique : 30 recommandations pour les 30 prochaines années » est adopté.

### Député de laXVIIelégislature
À la suite de la dissolution décidée par Emmanuel Macron après les élections européennes de 2024 en France, Antoine Armand se représente sous l'étiquette de la coalition Ensemble dans la deuxième circonscription de Haute-Savoie. 
Le 7 juillet 2024, au second tour, après le désistement du candidat LFI-NFP arrivé troisième, il l'emporte face au candidat RN, avec 68,83 % des suffrages,.
Le 20 juillet 2024, il est élu président de la commission des Affaires économiques de l'Assemblée nationale.

### Ministre de l'Économie, des Finances et de l'Industrie
Antoine Armand est nommé ministre de l'Économie, des Finances et de l'Industrie le 21 septembre 2024, au sein du gouvernement Barnier. Il succède ainsi à Bruno Le Maire, en fonction depuis 2017.
Le 24 septembre 2024, Antoine Armand affirme sur France Inter, que le Rassemblement national ne fait pas partie de l'arc républicain et qu'il ne consulterait pas les élus RN pour l'établissement du budget de l'État. Il est aussitôt recadré par le Premier ministre Michel Barnier et reçoit finalement les représentants du RN,. 

## Résultats électoraux

### Élections départementales
| Année | Parti | Parti | Canton                       | 1er tour | 1er tour | 1er tour | 2d tour | 2d tour | 2d tour | Issue |
| Année | Parti | Parti | Canton                       | Voix     | %        | Rang     | Voix    | %       | Rang    | Issue |
| ----- | ----- | ----- | ---------------------------- | -------- | -------- | -------- | ------- | ------- | ------- | ----- |
| 2021  |       | DVC   | Canton de la Roche-sur-Foron | 1 269    | 12,76    | 4e       |         |         |         | Battu |

### Élections législatives
| Année | Parti  | Parti | Circonscription                       | 1er tour | 1er tour | 1er tour | 2d tour | 2d tour | 2d tour | Issue |
| Année | Parti  | Parti | Circonscription                       | Voix     | %        | Rang     | Voix    | %       | Rang    | Issue |
| ----- | ------ | ----- | ------------------------------------- | -------- | -------- | -------- | ------- | ------- | ------- | ----- |
| 2022  |        | RE    | 2e circonscription de la Haute-Savoie | 11 329   | 23,83    | 1er      | 25 809  | 59,88   | 1er     | Élu   |
| 2024  | 23 783 | RE    | 2e circonscription de la Haute-Savoie | 33,27    | 1er      | 47 182   | 68,83   | 1er     | Réélu   |       |

## Publication
- Le Mur énergétique français, Éditions Stock, 2024  (ISBN 9782234096417) (BNF 38989628), 280 p.

## Pour approfondir